# Potenziale di riposo

Schema di base del potenziale di membrana: i quadrati viola sono gli ioni di Potassio, i cerchi gialli sono gli ioni negativi di Cloro, i rettangoli arancioni sono gli anioni cellulari provenienti da varie fonti come le proteine. In alto si trova una tipica pompa sodio-potassio, con indicata la direzione del flusso ionico.

Il potenziale di riposo è il potenziale di membrana che la cellula si trova ad avere in normali condizioni di riposo, cioè quando non viene eccitata. L'interno della membrana cellulare è carico negativamente rispetto all'esterno. Il potenziale di riposo dei neuroni varia tra i -60 mV e i -70 mV ed è determinato anche dalla diversa concentrazione degli ioni ai due lati della membrana.

## Importanza del potenziale di riposo
Ogni cellula mantiene una differenza di potenziale elettrico tra l'ambiente extracellulare ed intracellulare nell'ordine dei millivolt. Questo gradiente è reso possibile dalla presenza di proteine di membrana, in particolare la pompa sodio-potassio, che trasportano in modo attivo una quantità di ioni tale da mantenere un valore di potenziale fisiologico. 
Il potenziale di riposo è sempre un valore negativo in quanto l'ambiente intracellulare è più elettronegativo di quello extracellulare; questa differenza è data principalmente da una maggiore concentrazione di cationi sodio all'esterno della cellula.

## Alterazioni del potenziale di riposo
Nel momento in cui la cellula viene eccitata da uno stimolo esterno (ad esempio: stiramento meccanico in un recettore cutaneo) l'apertura di canali voltaggio o ligando dipendenti causa una depolarizzazione del potenziale di membrana che può avvicinarsi al valore di 0 mV o addirittura arrivare ad un valore positivo (depolarizzazione). 
Si tratta comunque di un fenomeno controllato e fisiologico, alla base dell'eccitabilità di membrana. Non appena lo stimolo si arresta intervengono sistemi che riportano il potenziale elettrotonico al valore iniziale.
Qualsiasi alterazione non fisiologica del potenziale di riposo può causare danni cellulari, in particolare la cellula non risulta più correttamente eccitabile. Se il danno comporta anche un'alterazione del funzionamento delle pompe di membrana avverrà un passaggio di ioni sregolato con conseguenti fenomeni osmotici non programmati.